# Archivo Casasola
El Archivo Casasola contiene fotografías de México desde 1900 hasta la década de 1970, y ofrece una mirada que abarca los últimos años del siglo XIX. El fondo Casasola contiene películas positivas y negativas, en diversos formatos y sobre diversos soportes fotográficos. 
Desde 1976, está conservado en las salas climatizadas de la Fototeca Nacional, del Instituto Nacional de Antropología e Historia (INAH) en Pachuca, Hidalgo, México, en el antiguo convento franciscano, actualmente centro cultural. El trabajo de la fototeca consiste en asegurar la conservación y la catalogación del patrimonio fotográfico. La fototeca reúne actualmente 39 fondos, con un total de 850 000 piezas (positivos y negativos).

## Historia
Agustín Víctor Casasola y Miguel Casasola son los pioneros del fotorreportaje, el primer estilo de reportaje auténtico en la fotografía latinoamericana. De sus fotos de la Revolución mexicana nació el archivo, en pleno auge de los Casasola en la carrera de fotografía, pasando por la década de 1930, cuando mueren, y posteriormente sus hijos continúan la labor hasta la década de 1970.
Este copioso fondo es el resultado del trabajo de tres generaciones de fotorreporteros, de los que fueron iniciadores Agustín Víctor y su hermano Miguel, seguidos por Gustavo, Ismael, Agustín hijo, Dolores, Piedad y Mario. 
La colección presenta una visión amplia de la sociedad, que abarca una diversidad de aspectos como la industria, el transporte, la urbanización, la criminalidad, la publicidad, el deporte, las artes, las diversiones y los retratos de los habitantes de la capital en su devenir cotidiano. 
La adquisición, en 1976, del archivo Casasola por parte del gobierno mexicano, a través del Instituto Nacional de Antropología e Historia, dio origen a la Fototeca Nacional del INAH, a la que el gobierno encomendó el resguardo de los materiales tomados por los hermanos Casasola y algunos otros fotógrafos entre 1895 y 1972. 
La colección se envió al ex convento de San Francisco en Pachuca, Hidalgo, donde permanece hasta la fecha. El Fondo Casasola de la Fototeca Nacional está integrado por 483.993 piezas, de las cuales 411.904 son negativos- en su mayoría placas de vidrio y nitratos- y 72.089 positivos; de ellos, el 43% se encuentra digitalizado y disponible para su consulta en el catálogo automatizado del Sistema Nacional de Fototecas.

### Exhibición al público
El acervo se resguarda en el Museo Nacional de la Fotografía, en Pachuca, Hidalgo, bajo condiciones físicas y climáticas adecuadas. En el museo se exhiben reproducciones de las fotografías más representativas de este archivo (el material original se encuentra bajo resguardo en la sede de la Fototeca Nacional). En el museo, los visitantes pueden adquirir reproducciones de las fotografías exhibidas. 
Debido a la importancia histórica, social y cultural que muestra el archivo sobre el pueblo mexicano, las fotos han sido ocupadas para ilustrar innumerables libros. Además de que el archivo puede ser visualizado en distintas páginas de internet.

## Contenido del archivo
El archivo, dividido por temas, cubre un periodo de 70 años. 
Entre estos temas, la Revolución mexicana, que los hermanos Casasola siguieron tomando fotos de Emiliano Zapata en la victoria – como héroe revolucionario y símbolo del genio mexicano – hasta el momento de su muerte. Pero los hermanos Casasola también retrataron los tribunales y las cárceles, la burguesía, la gente del pueblo, los artesanos, los obreros, las figuras de la radio o del teatro… En pocas palabras, todos los actores de la sociedad y la vida cotidiana postrevolucionarias.
Actualmente solo el Archivo Casasola está conformado por casi 400 mil piezas, en números redondos. Además de este acervo, se encuentran otros en la misma Fototeca Nacional, como el de Tina Modotti, Nacho López, Guillermo Kahlo, entre otros.
Es la devoción o dedicación histórica: podemos mencionar dos períodos claves:
- El primero el Porfiriato que sería un período de paz y estabilidad;
- El segundo: La Revolución, guerra que sacudió al país por casi dos décadas, en la que murieron cerca de un millón de personas.

## Capítulos del archivo

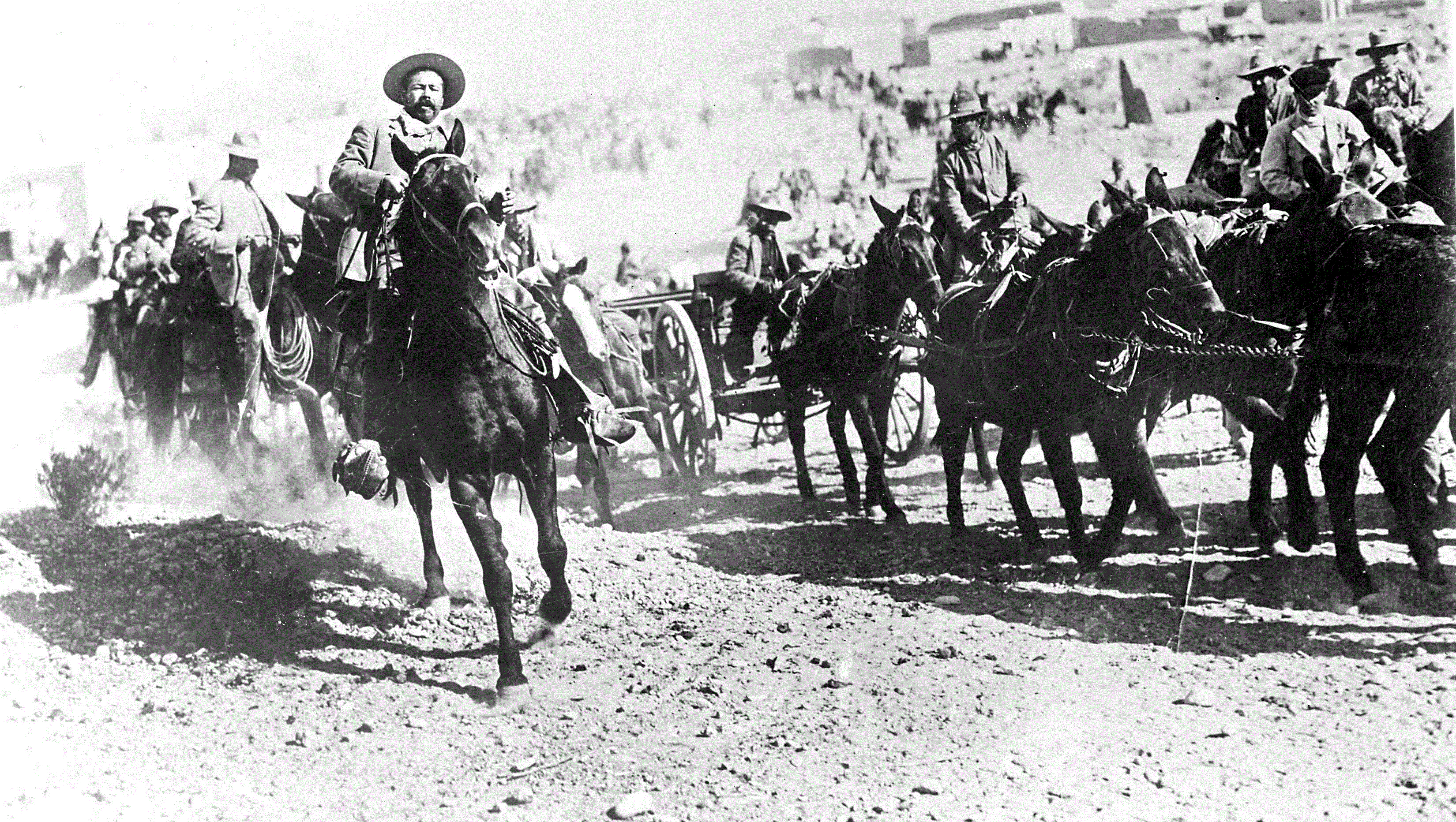
Francisco Villa y Siete Leguas al frente de sus Dorados (Archivo Casasola)

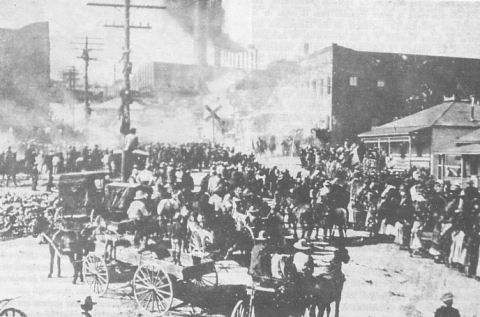
Manifestación de obreros mineros de Cananea, Sonora, México (Archivo Casasola).

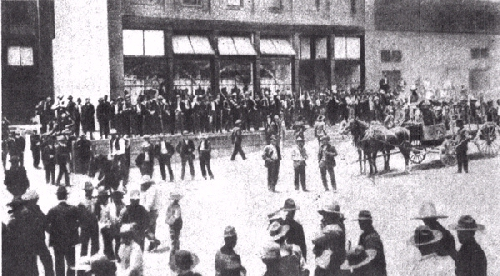
Tienda de raya de Cananea, Sonora, México, custodiada por soldados estadounidenses durante los sucesos de la Huelga de Cananea, 1906 (Archivo Casasola).

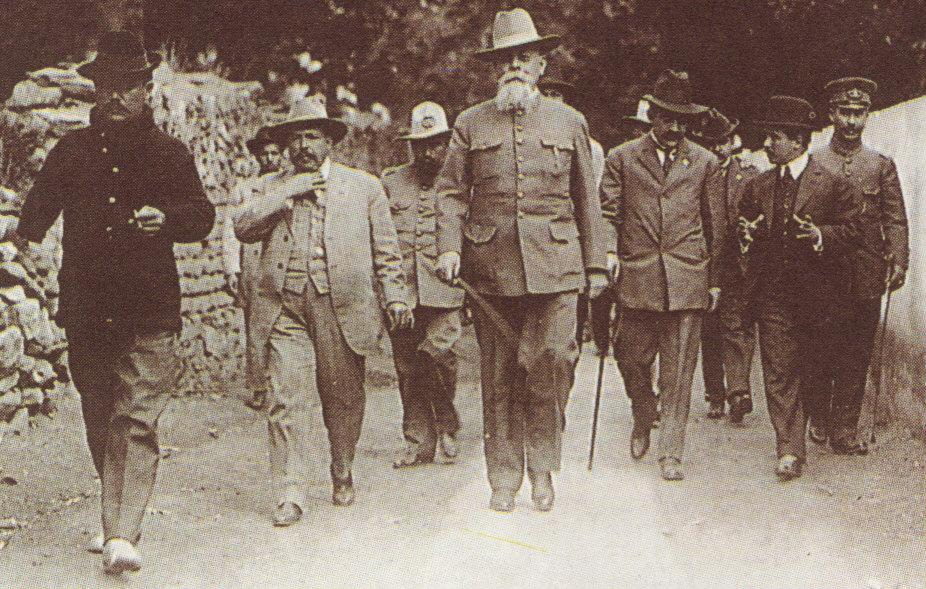
Venustiano Carranza en La Cañada, Querétaro, el 22 de enero de 1916 (Archivo Casasola).

Estos capítulos sirvieron para construir y documentar la realidad de la guerra revolucionaria. Las fotografías no sólo documentaron las preocupaciones de la modernidad, sino también los movimientos obreros, las máquinas, las construcciones, los tribunales y las cárceles (captaron a los condenados a muerte), la aviación, el teatro, etcétera; en general la vida cotidiana pos-revolucionaria.

### La paz porfiriana
El general Porfirio Díaz, más conocido como don Porfirio, gobernó México desde 1876 hasta el estallido de la revolución en 1911. Desde que tomó el poder con un golpe de Estado en 1876, se propuso con mano de hierro establecer el orden en un país plagado por la violencia y el caos desde su independencia. También comenzó el difícil proceso de llevar a México hacia la modernidad, lo que conllevó cambios profundos en la industria, el paisaje y, sobre todo, en la vida cotidiana de los habitantes.

### La guerra revolucionaria
Desde el Estado norteño de Chihuahua, en febrero de 1911, un grupo de revolucionarios liderado por Francisco I. Madero se alzó en armas en contra del gobierno de Porfirio Díaz con el lema «sufragio efectivo, no reelección». La lucha se extendió rápidamente a lo largo del país. En el sur, Emiliano Zapata, de origen campesino y notable estratega militar, se sumó a la causa de Madero al grito de Tierra y Libertad. En el norte surge Pancho Villa, carismático y audaz caudillo. En junio de 1911, Porfirio Díaz, viejo y cansado, se ve forzado a partir rumbo al exilio, y Madero es recibido con vítores en la Ciudad de México. La paz no duraría mucho. El general Victoriano Huerta, apoyado por un sector del ejército, instrumenta un levantamiento contra el presidente Madero, que es derrotado y fusilado. Comienza entonces una espiral de violencia que duraría más de diez años.

### Los oficios
Cuando cesó la violencia, el viejo régimen había sido demolido, la infraestructura y la economía del país estaban destrozadas y más de un millón de personas habían muerto como resultado de la guerra. Surge entonces el enorme reto de reconstruir el país: el trabajo y la modernización son las claves para lograrlo. Las fotografías de Casasola de este período están permeadas de un moderado optimismo y una gran voluntad de sacar del atraso y la pobreza en que se hallaba el país que un siglo antes el Barón von Humboldt llamara «el cuerno de la abundancia». 

### La modernidad
Durante el período de consolidación del nuevo régimen político (1917-1934) se gesta una nueva realidad: la impetuosa presencia de la modernidad como fórmula para el desarrollo nacional. Los Casasola fotografiaron las grandes preocupaciones: el movimiento, la velocidad, las máquinas, las construcciones, la moda; y lo hicieron aplicando a sus encuadres estrategias de corte modernista: contrapicada, vuelo de pájaro, perspectivas fugadas, para recrear con la imagen fija el movimiento y el ritmo palpitante de la urbe. 

### El águila y la serpiente
Según un mito fundacional, los aztecas se establecieron en un peñón en el centro del lago en el valle de México, donde encontraron a un águila devorando a una serpiente. Allí fundaron Tenochtitlan, que con los años se convertiría en la capital del imperio azteca. En el siglo XVI, con la llegada de los españoles, pasaría a ser la Ciudad de México. En las décadas de 1920 y 1930, la ciudad se convirtió en un polo de atracción para artistas e intelectuales del mundo entero por la efervescencia social, intelectual y artística generada por la Revolución mexicana. 

### La noche
La cámara de los Casasola también vaga por el mundo de la noche urbana. Como en todas las ciudades, la electricidad había cambiado la noción del tiempo, se abrieron multitud de cines, salones de baile, teatros de variedades. Pero la noche es también el lugar donde se viven vidas secretas y es el escenario de los noctámbulos y de las mujeres que la prensa llama «de la vida galante».

### La justicia
Uno de los principales agravios sufridos por la población desde tiempos inmemorables, fue la falta de equidad en la aplicación de la justicia. En el nuevo régimen se hicieron esfuerzos por actualizar el sistema judicial, por lo que se reformaron códigos y leyes, se implementaron métodos profesionales de investigación criminal y se instalaron jurados populares, fallido experimento donde el castigo o el perdón eran gritados desde el público, que sin duda hacía eco de los entretenimientos populares. 

### Los famosos
Del casi medio millón de placas que componen el Archivo Casasola la gran mayoría son retratos, individual o de grupo, género que dominaron y al que imprimieron un sello personal indiscutible. Personajes ilustres y anónimos ciudadanos concentraron la atención de los fotógrafos, urdiendo la trama de rostros intensos que han venido a representar la sociedad del México posrevolucionario.

## Cultura popular
Las fotos del archivo aparecen en los libros de Historia de México que se publican, así como en los libros de texto gratuitos que se entregan a niños y jóvenes de todo el país, ilustrando principalmente la etapa revolucionaria del país, por lo que la gente cree que este periodo es el único que está en el archivo. Pero en realidad este acervo se compone de aproximadamente 400 mil imágenes del periodo que va desde 1890 hasta 1980.
Debido al nombre del archivo se ha llegado a creer que los hermanos Casasola son los únicos autores, pero el Archivo Casasola no sólo cuenta con las fotografías de Agustín Víctor y Miguel Casasola. Ellos son los que iniciaron este archivo y la idea de tener la primera agencia de fotoperiodismo moderna en el país, pero en el archivo que iniciaron reúnen el trabajo de más de 400 fotógrafos diferentes y cerca de 800 imágenes firmadas por Manuel Ramos y otros reconocidos fotógrafos de la época como Guillermo Kahlo, incluyendo a los descendientes de Agustín Víctor Casasola. Por tal motivo, el Archivo Casasola no es el trabajo de un solo individuo como se pudiera pensar.

## Cuidado y mantenimiento
Desde 1976, el gobierno adquiere la colección Casasola a la familia, y en ese año se funda la Fototeca Nacional del INAH. Sus funciones incluyen el resguardo, la catalogación, la conservación, la digitalización y la difusión de los acervos fotográficos de la nación. Además de coordinar el material del Sistema Nacional de Fototecas, que incluye la Fototeca Juan Dubernard, del Centro INAH Morelos. 
Toda esta labor tiene un alto costo operativo para mantener los acervos en el correcto resguardo de temperatura e iluminación. En esta muestra itinerante, se exhiben 50 imágenes a partir de negativos originales. Esto permite hacer exposiciones itinerantes. Los negativos originales se imprimen con papel contemporáneo, en gran formato. Todo esto puede viajar a diferentes estados de la República. La técnica es plata y gelatina con impresiones hechas a mano.
La Fototeca Nacional recibe donaciones de material fotográfico por parte de particulares, pues no se tiene presupuesto para la adquisición de obra. Hay un Consejo Consultivo que hace un estudio de la colección propuesta, a partir de ahí se decide si el material reúne los requisitos de valor estético o de valor histórico para ser considerado.

### Técnicas de exposición
92 fotografías de distintos formatos:
- 51 fotografías (50,80 por 60,96 centímetros)
- 21 fotografías (40,64 por 50,80 centímetros)
- 10 fotografías (20,32 por 25,40 centímetros)
- 10 fotografías (100 por 120 centímetros)

## Galería

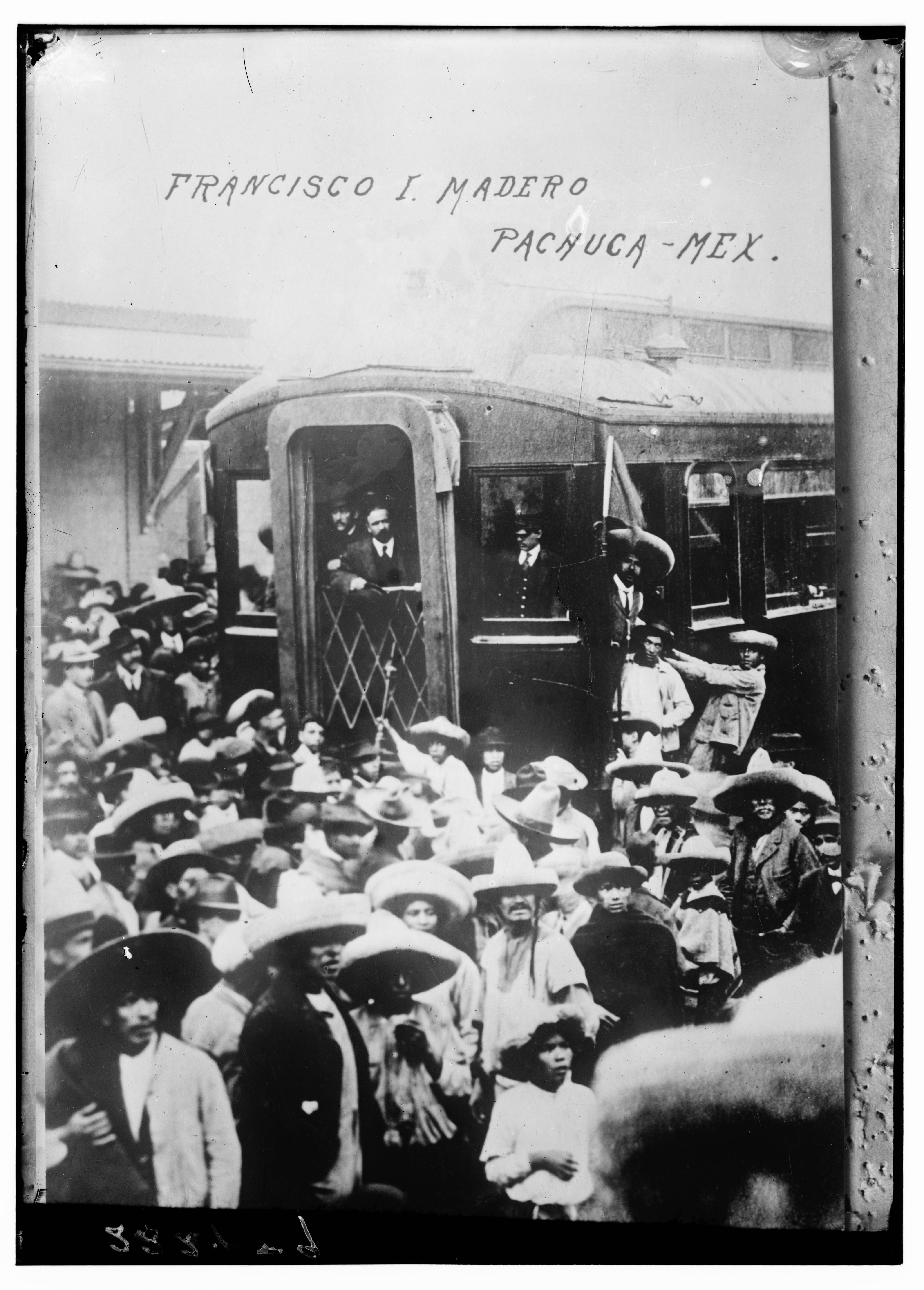
Llegada de Francisco I. Madero a Pachuca
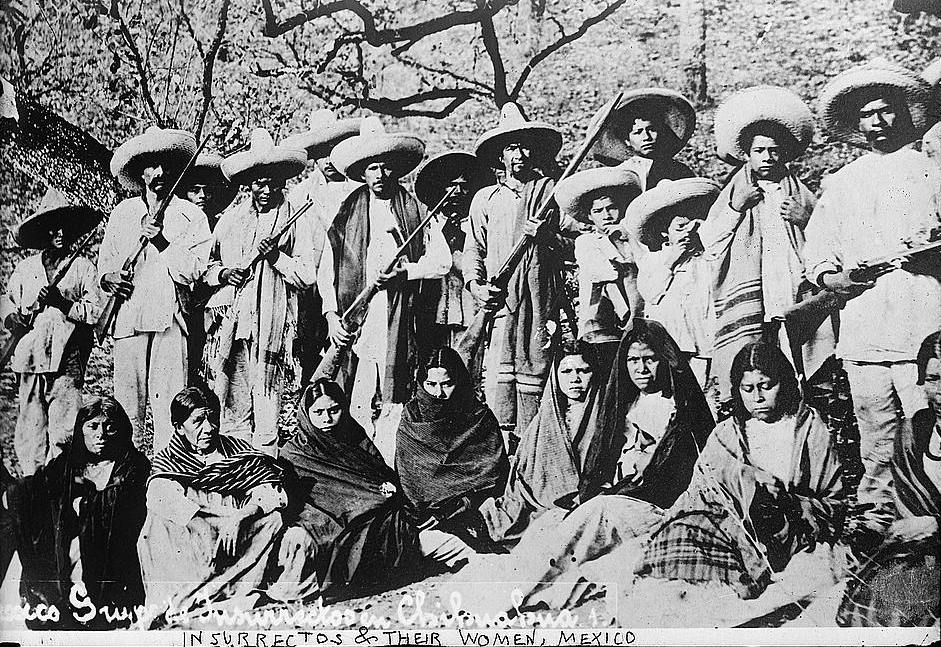
Soldados revolucionarios y sus Adelitas
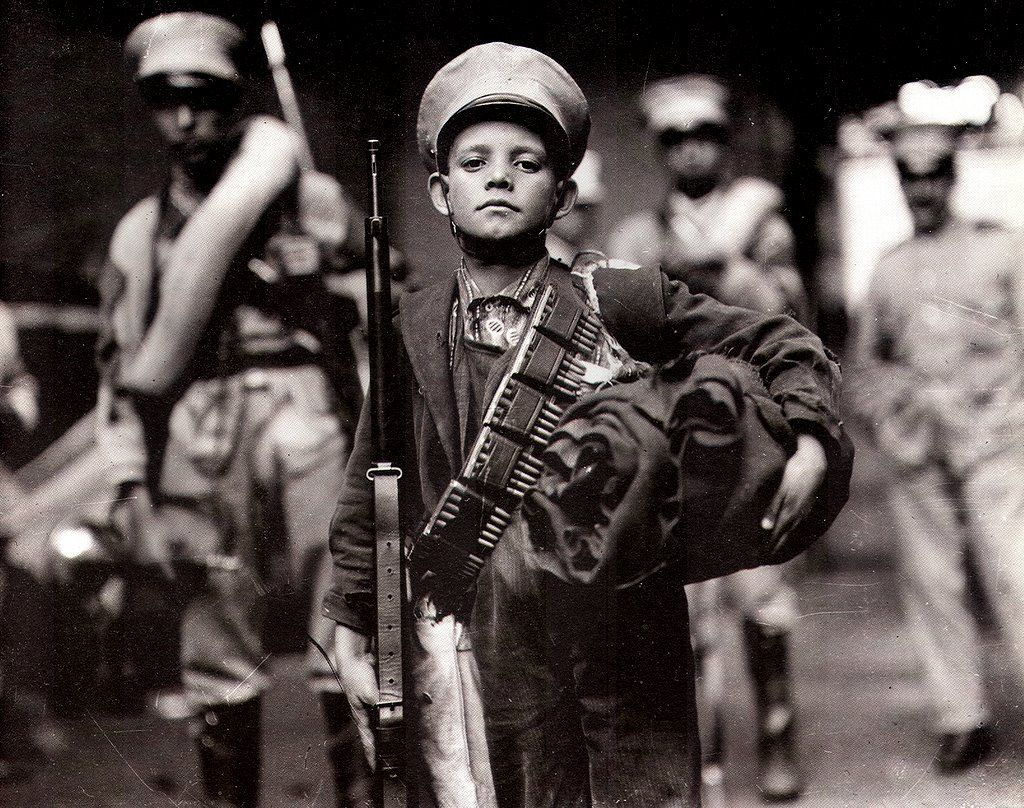
Niño soldado
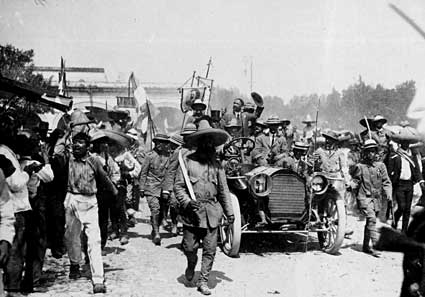
Francisco I. Madero y Emiliano Zapata en Cuernavaca
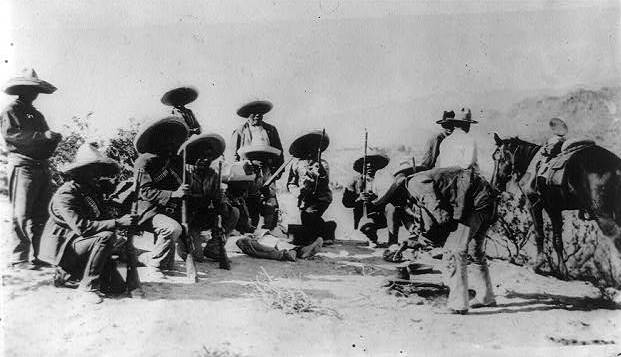
Campamento rebelde
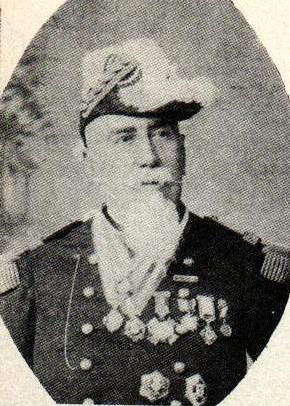
General Francisco Otalora Arce, militar, gobernador del estado de Guerrero.
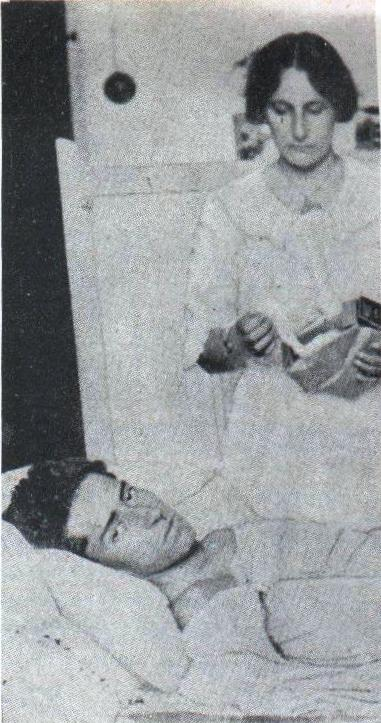
El teniente José Azueta Abad herido
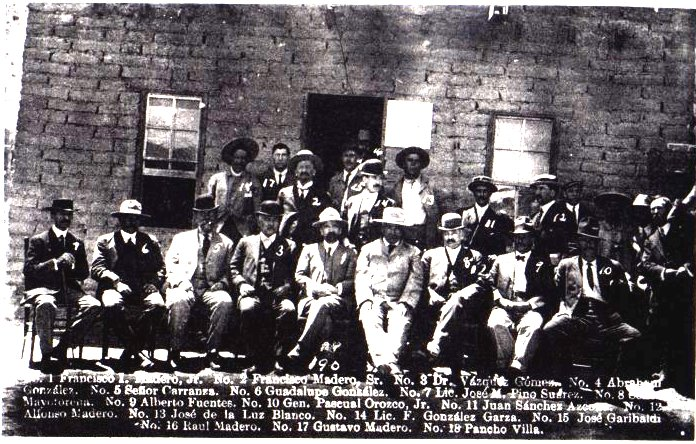
Pino Suárez, Venustiano Carranza, Francisco I. Madero, Pascual Orozco y Francisco Villa en 1911.
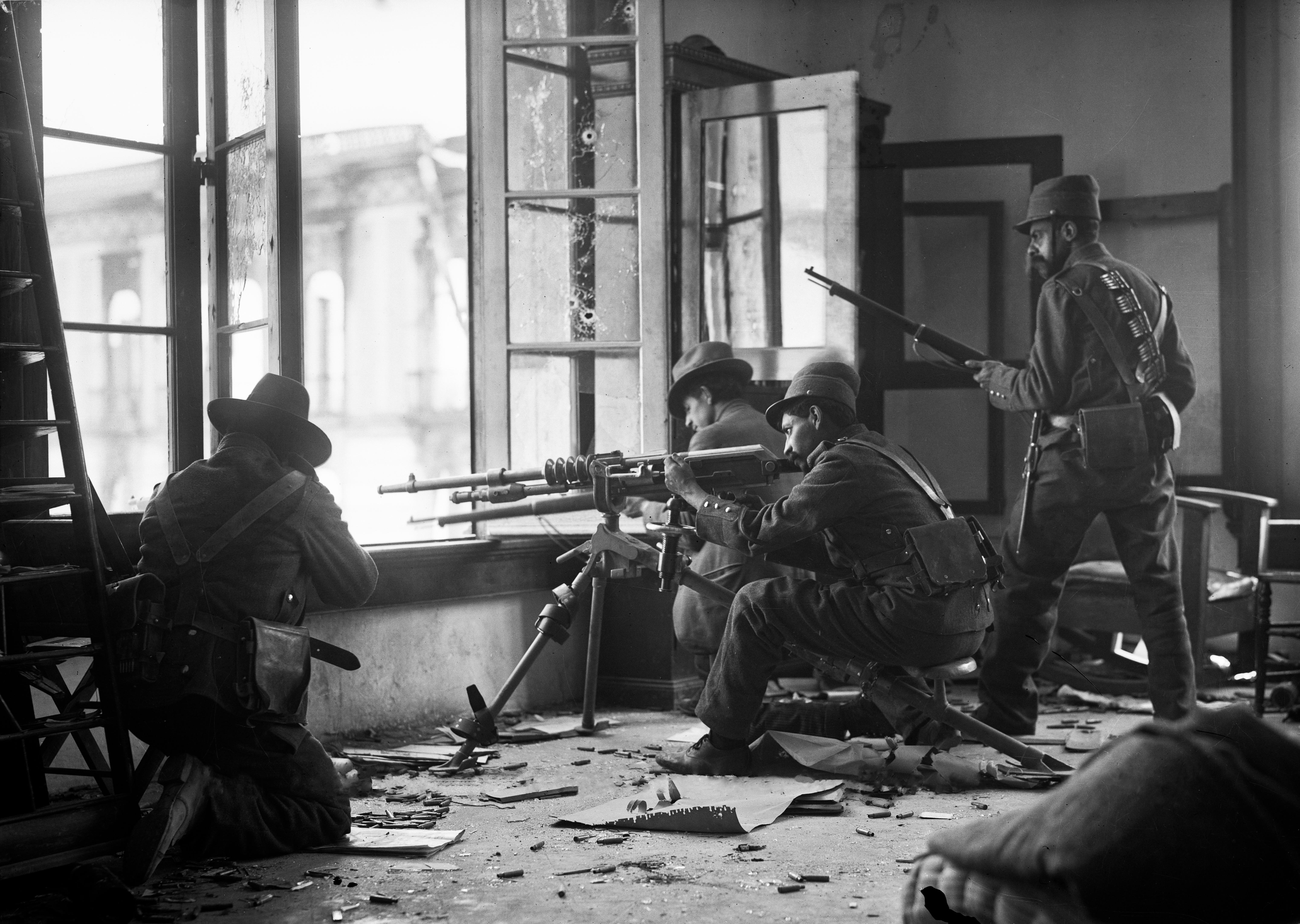
Decena Trágica
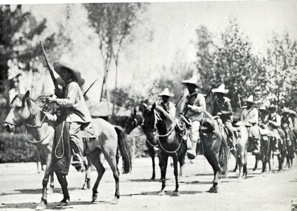
Caballería Constitucionalista
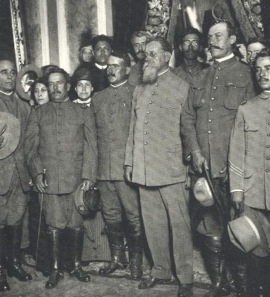
Venustiano Carranza y Álvaro Obregón.
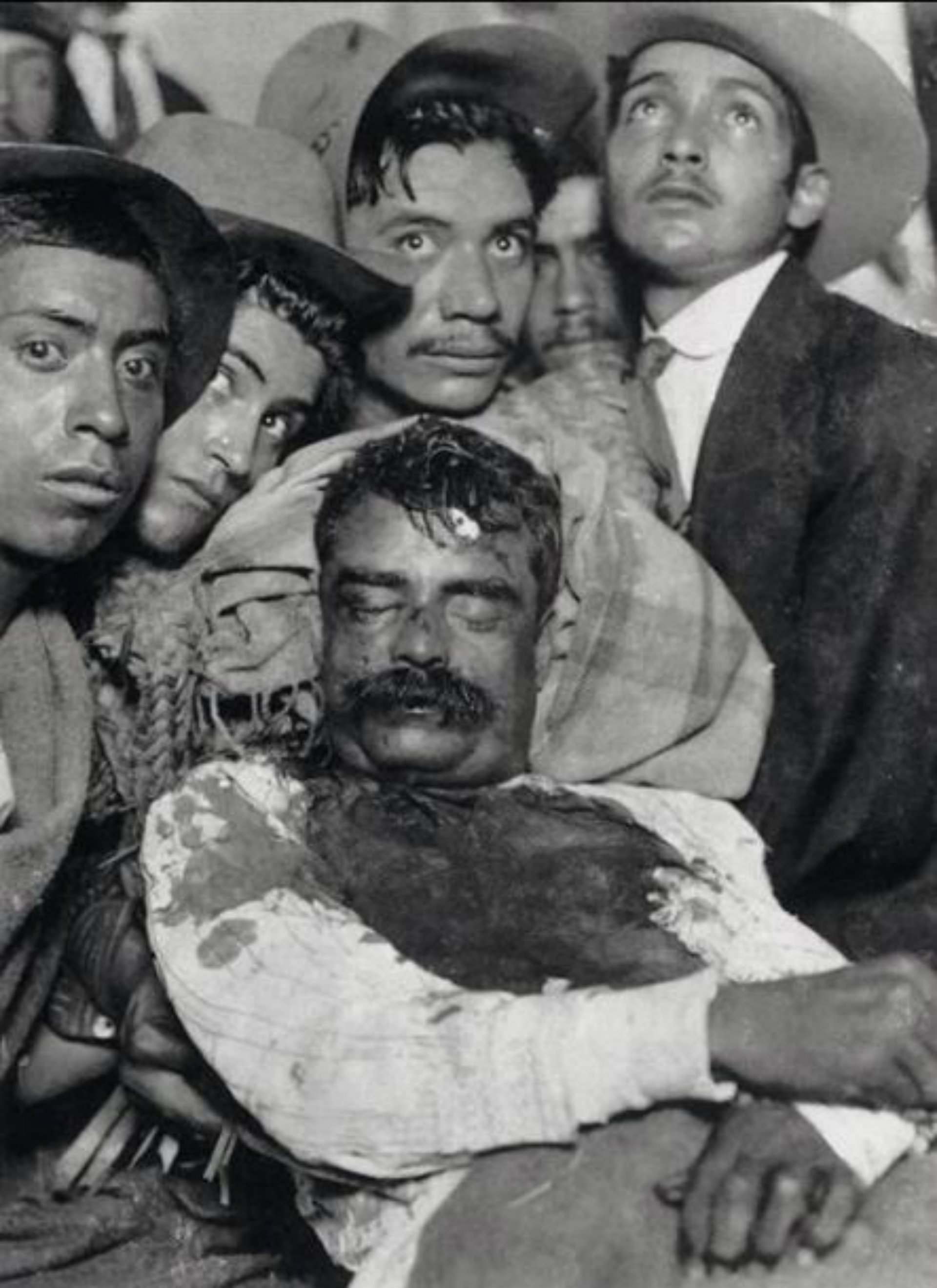
El cadáver de Emiliano Zapata, exhibido en Cuautla, Morelos.